# The Cosmic Jokers
The Cosmic Jokers sono stati un gruppo musicale tedesco, tra i pionieri dello space rock.

## Storia
Intorno agli anni Settanta, il produttore Rolf-Ulrich Kaiser era solito organizzare jam session negli studi musicali di Dieter Dierks. Fu proprio in questo periodo che nacque il progetto dei Cosmic Jokers, un complesso sperimentale formato da Manuel Göttsching (Ash Ra Tempel), Harald Grosskopf (Wallenstein) e dallo stesso Dierks. 
L'ensemble si contraddistinse per i temi fantascientifici ed esoterici. Il loro sound, influenzato dal rock psichedelico in voga, è stato fonte di ispirazione per numerosi gruppi d'avanguardia europei.

## Formazione
- Manuel Göttsching - chitarra elettrica
- Dieter Dierks - produzione musicale
- Harald Grosskopf - batteria, tastiere
- Jürgen Dollase - voce

## Discografia
- Cosmic Jokers (1974)
- Galactic Supermarket (1974)
- Planeten Sit-In (1974)
- Sci-Fi Party (1974)
- Gilles Zeitschiff (1974)